# Paralimnophila (Paralimnophila) emarginata
Paralimnophila (Paralimnophila) emarginata là một loài ruồi trong họ Limoniidae. Chúng phân bố ở Chile.